# Benzylposition

Benzylstellung beim Toluol

Als Benzylstellung, auch Benzylposition, bezeichnet man in der organischen Chemie ein Kohlenstoffatom in einem alkylierten Aromaten mit einer besonderen chemischen Reaktivität. An das betreffende Kohlenstoffatom in dem Alkylrest ist mindestens ein Wasserstoffatom gebunden, zugleich ist dieses Kohlenstoffatom direkt an den aromatischen Ring (z. B. ein Benzolring) gebunden. Dieses Wasserstoffatom ist leicht substituierbar, z. B. durch ein Bromatom bei der radikalischen Bromierung gemäß der SSS-Regel.
Bei einer Bromierung von Toluol entsteht im einfachsten Fall Benzylbromid über die Zwischenstufe eines Benzylradikals. Dieses Benzylradikal ist mesomeriestabilisiert. Man kann vier mesomere Grenzstrukturen zeichnen: